# Aulacus braunsi
Aulacus braunsi är en stekelart som först beskrevs av Jean-Jacques Kieffer 1911.  Aulacus braunsi ingår i släktet Aulacus och familjen vedlarvsteklar. Inga underarter finns listade.